# Теодор Пустињак
Теодор Пустињак је био аскета у пустињи Јорданској. 
У хришћанској традицији помиње се да је био велики чудотворац. Путујући лађом за Цариград, лађа је залутала, и нестало је на њој воде за пиће. У хришћанској традицији помиње се и да је, када су због жеђи сви путници на лађи били близу смрти, Теодор је подигао руке ка небу, помолио се Богу и крсним знаком прекрсти морску воду. Потом је рекао лађарима да захвате воду из мора и пију. И када су пили, вода је била слатка. Када су се сви присутни почели клањати Теодору, он их је молио, да не благодаре њему но Богу, који то чудо учинио због свог човекољубља. Преминуо је 583. године.
Српска православна црква слави га 5. јуна по црквеном, а 18. јуна по грегоријанском календару.